# Beelitz (bei Stendal)
Beelitz (bei Stendal) este o comună din landul Saxonia-Anhalt, Germania.